# Carlo Fregosi
Carlo Fregosi (Olasz Királyság, Savona, 1890. október 15. – Olaszország, Savona, 1968. november 13.) olimpiai bajnok olasz tornász.
Részt vett az 1912. évi nyári olimpiai játékokon Stockholmban. Egy torna versenyszámban indult, a csapatverseny meghatározott szereken és aranyérmes lett. 
Az első világháború után részt vett az 1920. évi nyári olimpiai játékokon Antwerpenban, mint tornász. Európai rendszerű csapat versenyben ismét aranyérmes lett.
Klubcsapata a Fratellanza Savonese volt.